# Manilkara sahafarensis
Manilkara sahafarensis är en tvåhjärtbladig växtart som beskrevs av Aubrev. Manilkara sahafarensis ingår i släktet Manilkara och familjen Sapotaceae. Inga underarter finns listade i Catalogue of Life.